# District de Letenye
Le district de Letenye (en hongrois : Letenyei járás) est un des 10 districts du comitat de Zala en Hongrie. Il compte 16 413 habitants et rassemble 27 localités : 26 communes et une seule villes, Letenye, son chef-lieu.

## Localités
- Becsehely
- Borsfa
- Bucsuta
- Bánokszentgyörgy
- Bázakerettye
- Csörnyeföld
- Kerkaszentkirály
- Kiscsehi
- Kistolmács
- Lasztonya
- Letenye
- Lispeszentadorján
- Maróc
- Molnári
- Murarátka
- Muraszemenye
- Oltárc
- Petrivente
- Pusztamagyaród
- Semjénháza
- Szentliszló
- Szentmargitfalva
- Tótszentmárton
- Tótszerdahely
- Valkonya
- Várfölde
- Zajk